# Athlon 64

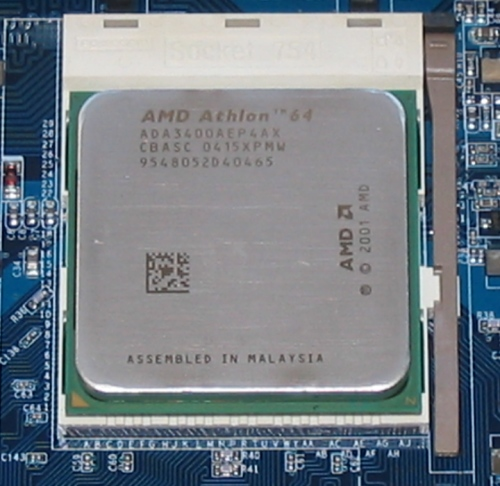
Athlon 64 3400+ „Newcastle” Socket 754-ben

Az Athlon 64 egy, az AMD 8. generációs AMD64 architektúrára épülő mikroprocesszor, 2003. szeptember 23-án jelent meg. Ez a második processzor (az Opteron után), ami alkalmazza az AMD64 architektúrát, és ez az első 64 bites processzor, amit az átlagfelhasználóknak szántak. Az Intel Pentium 4 vetélytársa, főként a Prescott és a Cedar Mil maggal rendelkezőké. Annak ellenére, hogy 64 bites, visszafelé kompatibilis a 32 bites x86-os utasításokkal. Az Athlon 64 piacra került Socket 754, Socket 939, Socket 940 és Socket AM2-es tokozással is.